# أوميو
أوميو (بالسويدية: Umeå) هي مدينة جامعية في تقع في شمال السويد بالتحديد في مقاطعة فستربوتين، وتعتبر أكبر مدينة في نورلاند، عاصمة مقاطعة فستربوتين. ويعيش في المدينة 79,594 نسمة في عام (2010) من أصل ما مجموعه 117,294 (2013) يعيشون في أرجاء المقاطعة. تعد مدينة أوميو مركزاً للتعليم والتقنية والبحوث الطبية في السويد، تقع فيها جامعتان مهمتان وهما جامعة اوميو و الجامعة السويدية للعلوم الزراعية مع أكثر من 30000 طالب. وتعد واحدة من أكثر المدن توسعا (2008). كما يوجد بها أيضا العديد من الشركات العالمية.
بدأ تأريخ المدينة عام (1622) حين بدأ الملك غوستاف أدولف الثاني ببناء حوالي (40) منزلا. كمت أنها قد عانت من الهجمات الروسية في 1714 و 1720 في حين أحرقت على الأرض.

## توأمة
لأوميو اتفاقيات توأمة مع:
- كاشان

## معرض الصور

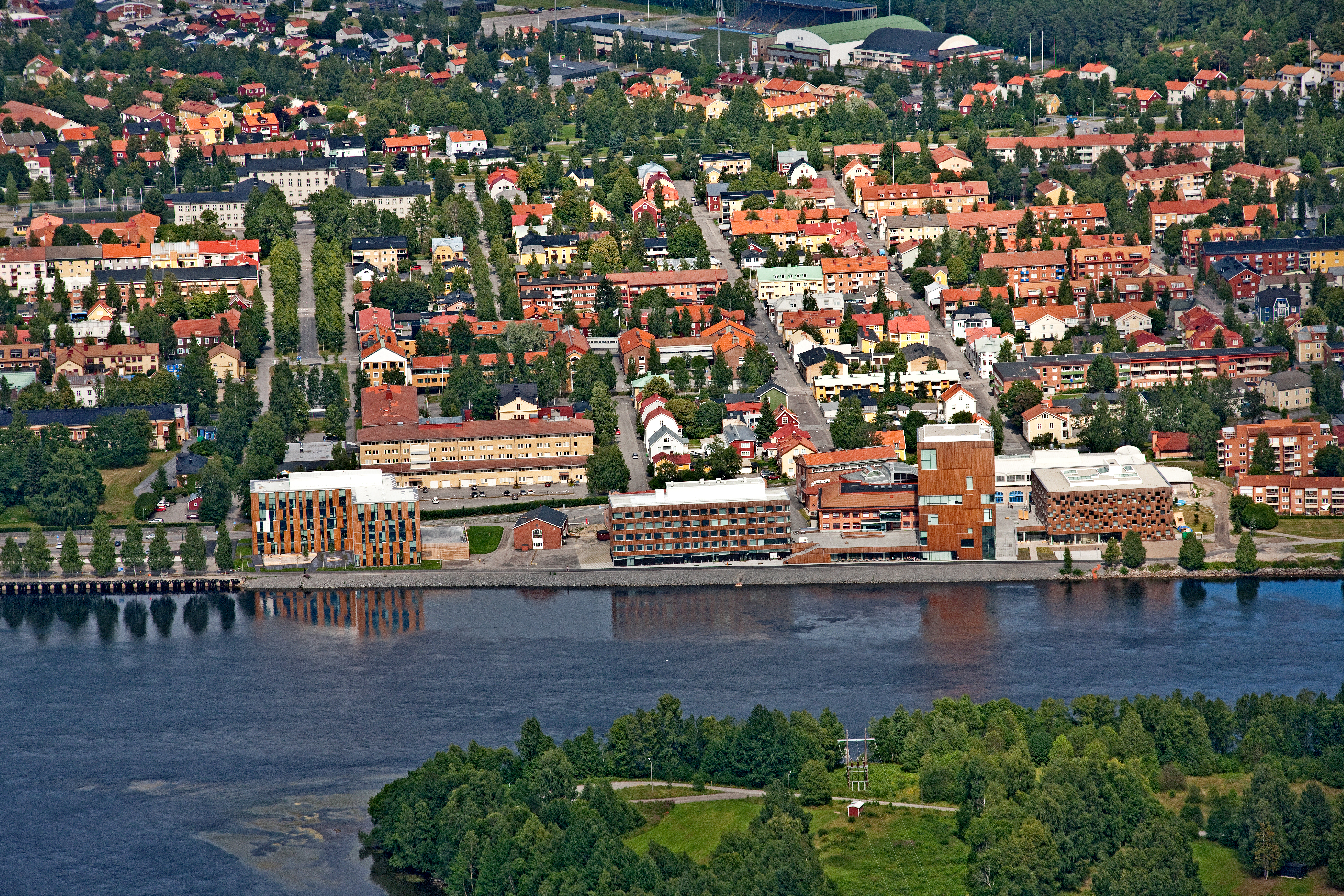
القسم الأدبي من جامعة أوميو.
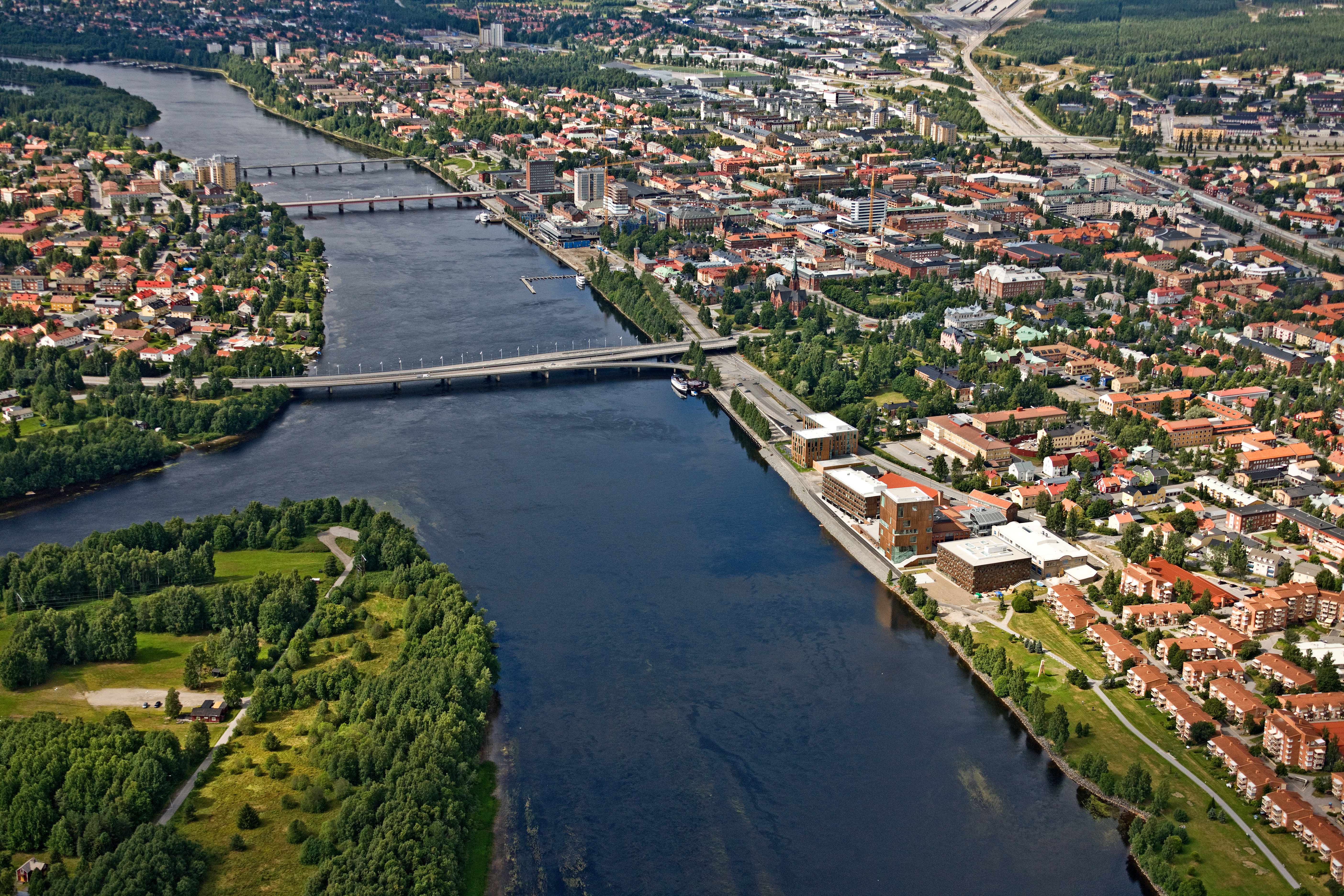
صورة جوية للمدينة ويظهر قسم الفنون.
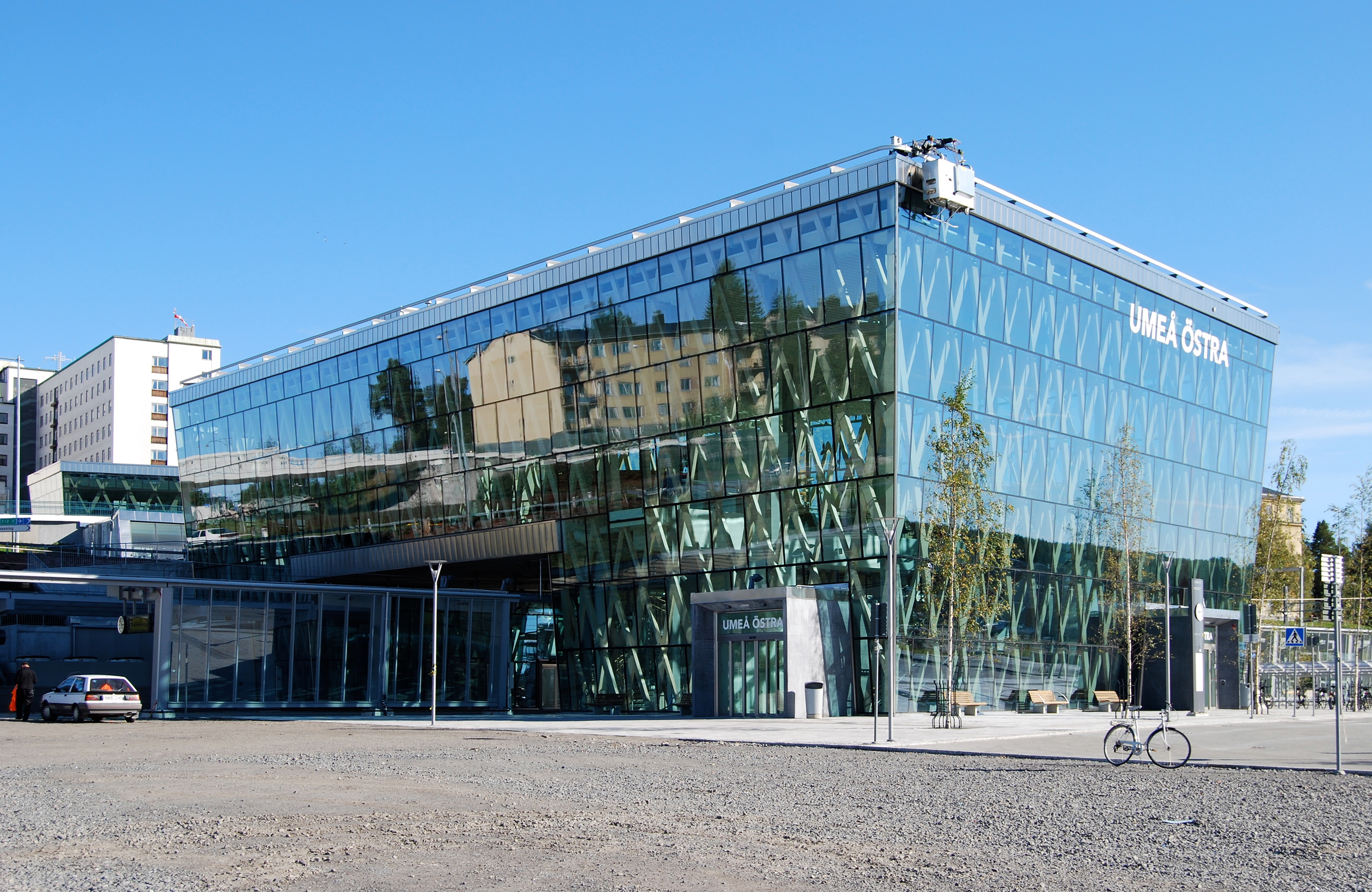
محطة قطار أوميو ااشرقية.

## أعلام
- أنيا بارسون
- ميكائيل لوستيغ
- هارالد أريكسون
- يسبر بلومكفيست
- جون أنديرس ليندر

## وصلات خارجية
- الموقع الرسمي (بالإنجليزية).
- أوميو عاصمة الثقافة الأوربية عام (2014) (بالسويدية).